# Mustelus widodoi
Mustelus widodoi — акула з роду Гладенька акула родини Куницеві акули. Інша назва «балійська куницева акула». Натепер досліджена недостатньо.

## Опис
Загальна довжина досягає 108,5 см. Голова коротка. Морда тупа, дещо округла. Очі великі, трохи овальні, з мигальною перетинкою. За ними розташовані невеличкі бризкальця. Ніздрі мають носові клапани. Губні борозни чітко виражені. Рот невеликий, сильно зігнутий. На верхній щелепі є 73 робочих зуба, на нижній — 69. Зуби дрібні, розташовані у декілька рядків. У неї 5 пар зябрових щілин. Тулуб стрункий, обтічний, потовщений у середній частині. Осьовий скелет складається з 86-89 хребців. Усі плавці розвинені, серпоподібні. Грудні плавці витягнуті. Має 2 відносно великих спинних плавця, з яких передній лише трохи більше за задній. Нижня частина задньої крайки не торкається спини, витягнута назад. Передній спинний плавець розташовано між грудними і черевними плавцями. Задній починається перед анальним плавцем і закінчується навпроти нього. Черевні та анальний плавці маленькі. Хвіст вузький. Хвостовий плавець помірно невеликий, гетероцеркальний.
Забарвлення спини сіре. Черево має білуватий колір. Передній спинний плавець позаду має білу облямівку, кінчик заднього плавця чорний, кінчик верхньої лопаті хвостового плавця темний, майже чорного кольору.

## Спосіб життя
Тримається на глибині 60-120 м, нижній ділянці континентального і острівного шельфах. Живиться креветками, крабами, лангустами, каракатицями, кальмарами, восьминогами, а також дрібною костистою рибою.
Статева зрілість самців настає при розмірах 83-84 см, самиць — 92-94 см. Процес розмноження невідомий.

## Розповсюдження
Мешкає біля узбережжя о. Балі (Індонезія), втім межі ареали відомі недостатньо: ймовірно може зустрічатися біля інших Зондських островів.